# Дороніна Тетяна Василівна
Тетя́на Васи́лівна Доро́ніна — радянська та російська акторка театру і кіно, театральна режисерка. Заслужена артистка РРФСР (1964). Народна артистка РРФСР (1969). Народна артистка СРСР (1981). Лауреатка ряду вітчизняних і міжнародних премій, зокрема, в номінації «За видатний внесок у розвиток театрального мистецтва». Повний кавалер ордена «За заслуги перед Вітчизною». Членкиня Спілки письменників Росії.

## Життєпис
Народилася 12 вересня 1933 р. в Ленінграді в родині робітника. Закінчила Школу-студію МХАТу (1956). Працювала в Ленінграді (Великий драматичний театр імені Горького і Ленінградський театр ім. Ленінського комсомолу), потім — у театрах Москви (МХАТ, Московський академічний театр імені Володимира Маяковського, Театр «Сфера», Московський драматичний театр імені М. Єрмолової, Московський театр естради).
У 1987—2018 рр. — акторка, художня керівниця і директор Московського Художнього академічного театру імені Максима Горького.
Знімається у кіно з 1955 р.
На честь артистки названо астероїд 19120 Дороніна.
Її чоловіками у п'яти шлюбах були Народний артист Росії Олег Басілашвілі; Анатолій Юфіт, театрознавець і професор; Едвард Радзинський, письменник, драматург, сценарист і телеведучий; Борис Хімічев, Народний артист Росії; Роберт Тохненко.

## Фільмографія
Фільми і телеспектаклі:
- «Перший ешелон» (1955)
- «Йшли солдати...» (1958)
- «Обрій» (1961, Клава, радгоспниця)
- «Зачарований мандрівник» (1963, телеспектакль; циганка Груша)
- «Невигадана історія» (1964)
- «Робітниче селище» (1965)
- «Перекличка» (1965)
- «Обіцянка щастя» (1965, телеспектакль)
- «Старша сестра» (1966)
- «Три тополі на Плющисі» (1967, Нюра (Анна Григорівна)
- «Ще раз про любов» (1968)
- «Дивний характер» (1970, Надія Казакова)
- «Двадцять років потому» (1971, телеспектакль; королева Анна)
- «Мачуха» (1973)
- «Безприданниця» (1974, телеспектакль; Лариса Огудалова)
- «Ольга Сергіївна» (1975, Ольга Сергіївна)
- «На ясний вогонь» (1975, Анна Лаврентіївна Касьянова)
- «Ну, публіка!» (1976, телеспектакль; дамочка, попутниця Вольдемара)
- «Бенефіс Тетяни Дороніної» (1980, головна роль)
- «Капіж» (1981, Марія; Кіностудія імені Олександра Довженка)
- «Валентин і Валентина» (1985, мати Валентини)
- «ВДТ тридцять років потому» (1986, телеспектакль; Клеопатра Львівна Мамаєва з Москви)
- «Живи і пам'ятай» (1987, телеспектакль за романом В. Распутіна; Настьона) та ін.